# Kościół Mariacki w Lubece

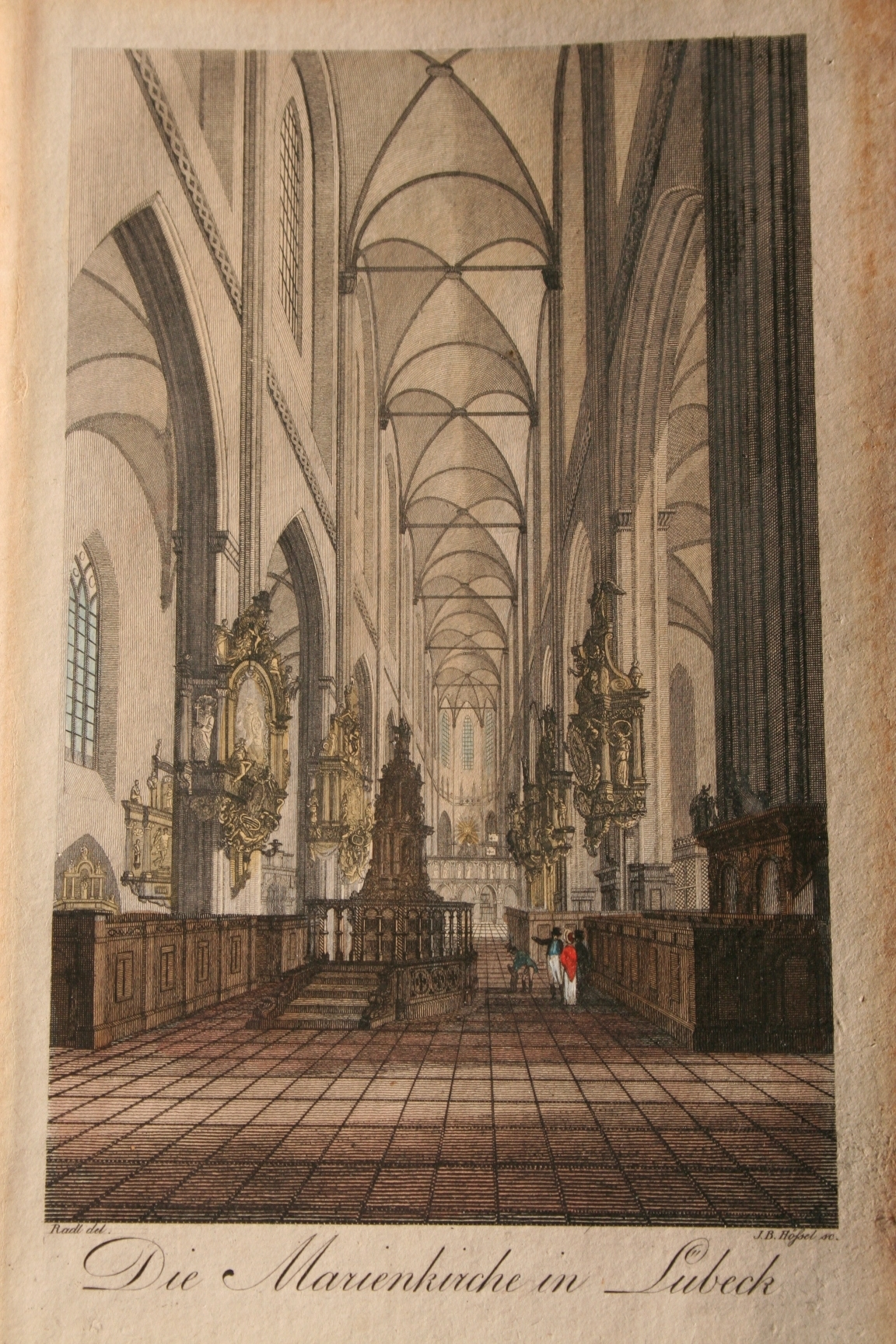
Wnętrze kościoła ok. 1820

Kościół Mariacki w Lubece (niem. St.Marien zu Lübeck) – dzieło gotyckiej architektury w północnych Niemczech zbudowany w latach 1250-1350. Ufundowany przez obywateli miasta jest symbolem władzy i bogactwa dawnej Hanzy. Położony jest w sercu Lubeki obok miejskiego rynku. Jedno z pierwszych dzieł gotyckiej architektury ceglanej, służył za wzór budowniczym ponad 70 kościołów w rejonie Morza Bałtyckiego (m.in. kościół św. Mikołaja w Wismarze albo kościół św. Mikołaja w Stralsundzie). Kościół Mariacki jest jednym z najznamienitszych zabytków lubeckiego hanzeatyckiego Starego Miasta, które w 1987 zostało wpisane na listę dziedzictwa kulturowego UNESCO.

## Historia
W czasach pierwszej niemieckiej kolonizacji na miejscu Kościoła Mariackiego stał kościół drewniany. Po nowej lokalizacji miasta w 1156 powstał tu większy kościół z cegły w stylu romańskim, który jednak z początkiem XIII w. przestał odpowiadać mieszkańcom Lubeki- był za mały i niezbyt reprezentacyjny. Romańskie rzeźby, które zdobiły wnętrze drugiego kościoła można obejrzeć w muzeum w klasztorze Św. Anny.
Kamienne katedry gotyckie we Francji i Flandrii posłużyły za wzór i inspirację budowniczym nowego kościoła w Lubece. Do jego budowy, zamiast kamieni, zastosowano północnoniemiecką cegłę.
Świątynia ma formę trójnawowej bazyliki. Westwerk to monumentalna fasada z podwójnymi wieżami, które łącznie z umieszczonymi nań wiatrowskazami mierzą 124,95 oraz 124,75 metrów wysokości. Ponadto kościół ten posiada najwyższe na świecie sklepienie ceglane (38,5 metra w nawie środkowej). Nigdy wcześniej nie zbudowano tak wysokiego kościoła z cegły. Świątynię ufundowała rada miasta, która będąc w konflikcie z biskupstwem Lubeki, dążyła do wzniesienia budowli przewyższającej pod każdym względem istniejącą już katedrę biskupią. Nowy kościół, zlokalizowany tuż obok ratusza i rynku, miał być symbolem potęgi kupieckiej wolnego miasta Lubeki.
Około 1310 do wieży południowej dobudowano Briefkapelle, która służyła jednocześnie za przedsionek, kaplicę oraz główne wejście do kościoła od strony rynku. Uważa się, że początkowo kaplica ta była poświęcona Św. Annie. Obecna nazwa została jej nadana w czasach poreformacyjnych, kiedy wprowadzili się tu pisarze. Kaplica (12m x 8m x 12m) ze swoim wspaniałym sklepieniem gwiaździstym uchodzi za majstersztyk gotyku wysokiego. Często jest porównywana do budowli angielskiego gotyku katedralnego albo do sali kolumnowej na zamku krzyżackim w Malborku. Obecnie Briefkapelle służy jako kościół zimowy, w którym odprawia się msze od stycznia do marca.
W ok. 1390 rada miejska zleciła budowę swojej własnej kaplicy w południowej części ambitu, nazwanej później Kaplicą Burmistrzów (niem. Bürgermeisterkapelle). Tutaj nowo wybrani radcy miejscy oficjalnie obejmowali swoje stanowiska. W wyższej partii kaplicy znajduje się skarbiec, w którym przechowywano dokumenty miejskie: przywileje, świadectwa oraz umowy. Do dziś ta część kościoła pozostaje własnością miasta.
Około 1444 wschodnia część ambitu została poszerzona o jednoprzęsłową kaplicę – była to zarazem ostatnia rozbudowa kościoła w stylu gotyckim. Nowa kaplica służyła odprawianiu liturgii godzin w ramach kultu maryjnego (niem. Marienzeiten albo Marientiden). Stąd też nazwa kaplicy Marientidenkappelle (zwana też Kaplicą Śpiewaków – niem. Sängerkapelle).
W sumie kościół posiada 9 dużych kaplic bocznych oraz 10 mniejszych kaplic grobowych, nazwanych imieniem fundatorów- bogatych rodzin lubeckich.
Na przełomie XVI i XVII w. funkcję organistów kościoła pełnili Franz Tunder, Dietrich Buxtehude i Johann Christian Schieferdecker.

## Zniszczenie i odbudowa

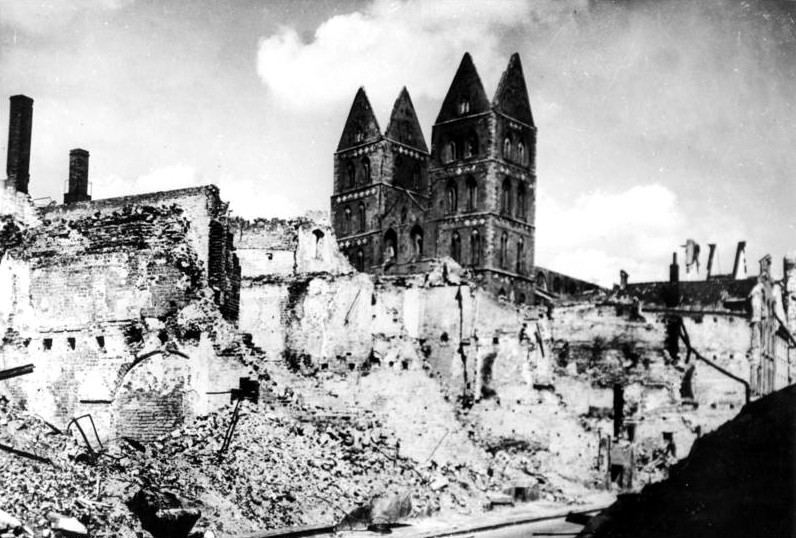
Kościół w 1945 r.

W noc poprzedzającą niedzielę palmową z 28 na 29 marca 1942 siły brytyjskie przeprowadziły nalot na lubeckie Stare Miasto. Jedna piąta centrum miasta legła w gruzach, m.in. Kościół Mariacki. Większość bogatego wyposażenia kościoła uległa zniszczeniu. Pożar strawił słynne organy Totentanzorgel, na których z dużym prawdopodobieństwem grywał sam Johann Sebastian Bach.
Spłonęło także wiele wspaniałych dzieł sztuki średniowiecznej: prace Bernta Notkego: monumentalny Taniec Śmierci (w 1701 zastąpiony kopią), Gregorsmesse oraz drewniane rzeźby lektorium; Ołtarz Trójcy Świętej Jacob van Utrechta oraz Wjazd Chrystusa do Jerozolimy Friedricha Overbecka.
Roztrzaskane dzwony w Gedenkkapelle w wieży południowej pozostawiono nienaruszone jako symbol wojennej tragedii. Jeszcze w czasie wojny kościół otrzymał tymczasowe zadaszenie. Odbudowa rozpoczęła się w 1947 i po 12 latach została w dużej mierze ukończona. Nauczeni doświadczeniem wojennych pożarów, inżynierowie pracujący przy odbudowie świątyni zrezygnowali z restauracji drewnianych konstrukcji podtrzymujących dach i zwieńczenia wież. Zamiast tego wszystkie odbudowane po wojnie lubeckie wieże kościelne otrzymały dachy hełmowe, bazujące na specjalnie opracowanej lekkiej konstrukcji betonowej.
W 1980 na podstawie szkiców i fotografii odbudowano pozłacaną sygnaturkę, która ponownie wznosi się 30 metrów nad dachem nawy głównej kościoła.

## Wystrój wnętrz

### Freski i Lothar Malskat
Po pożarze 1942, wskutek licznych pęknięć gładzi pokazały się w wielu miejscach dotychczas niewidoczne malowidła ścienne z okresu średniowiecza. W 1948 Dietrich Fey rozpoczął restaurację fresków. Jako asystenta zatrudnił lubeckiego artystę malarza Lothara Malskata, którego praca wkrótce potem okazała się największym fałszerstwem po wojnie. Ponieważ w górnej części prezbiterium nie było żadnych malowideł, Fey polecił Malskatowi domalować tam freski w XIV w. stylu. W 1951 komisja biegłych uznała te prace jako fałszerstwo, ale dopiero po zeznaniach Malskata w 1952 doszło do procesu sądowego. Przy całym tym skandalu zapomina się jednak, że sfałszowane freski stanowiły ułamkową część malowideł. Poza tym wkrótce potem zostały usunięte na polecenie biskupa.
Postać Lothara Malskata pojawia się na kartach powieści Szczurzyca (niem. Die Rättin) Güntera Grassa.

### Wyposażenie średniowieczne

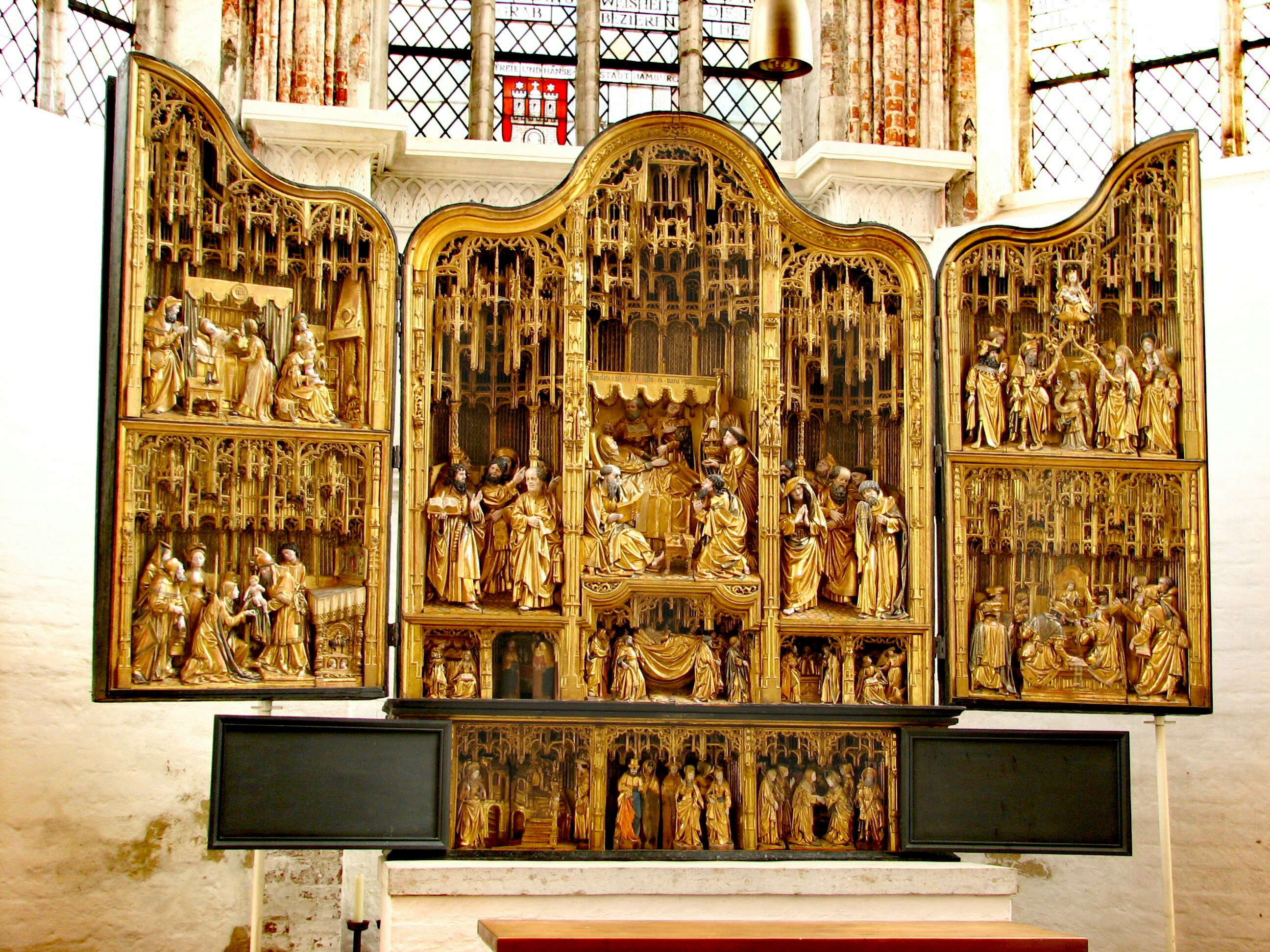
Ołtarz Zaśnięcia Marii (1518 r.)

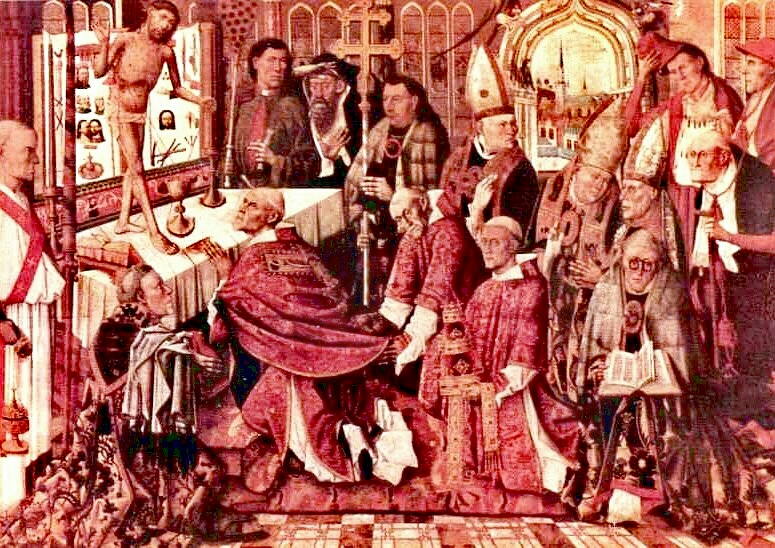
Bernt Notke – Msza św. Grzegorza Wielkiego

Bogate wyposażenie Kościoła Mariackiego pochodzi w głównej mierze z darowizn rady miasta, urzędów (gildii) oraz obywateli Lubeki. Pod koniec średniowiecza świątynia posiadała 38 ołtarzy oraz 65 innych obiektów sztuki sakralnej. Z oryginalnego wyposażenia zachowały się:
- Chrzcielnica z brązu z 1337. Do 1942 stała w zachodniej części kościoła, obecnie znajduje się pośrodku prezbiterium.
- Darsow-Madonna z 1420. Ciężko uszkodzona w 1942, odrestaurowana z kilkuset kawałków, ponownie wystawiona w 1989.
- Sakramentarium z 1479, zbudowane z ok. 1000 brązowionych i częściowo pozłacanych elementów (wys. 9.5 metra), obecnie znajduje się na północnej ścianie prezbiterium
- Ołtarz szafiasty Christiana Swartego z ok. 1495 z Madonną stojącą na półksiężycu
- Płyta nagrobna z brązu Bernta Notkego wykonana dla rodziny Hutterock (1505) w północnej części ambitu.
- Ze zniszczonego w 1942 lektorium pozostały jedynie łuki i figury kamienne: św. Elżbieta z Janem Chrzcicielem jako dzieckiem, św. Anna Samotrzeć, archanioł Gabriel i Maria (zwiastowanie), Św. Jan i Św. Dorota.
- Znajdujące się w ambicie reliefy z piaskowca z warsztatu Heinricha Brabendera (1515) przedstawiające mękę pańską: w części północnej ambitu mamy sceny mycia stóp oraz ostatniej wieczerzy, w części południowej zaś Chrystusa w ogrodzie oliwnym i jego pojmanie. W reliefie przedstawiającym ostatnią wieczerzę umieszczono symbol Lubeki: małą myszkę gryzącą krzak róży (wedle legendy szczęście przyjdzie do tego, kto dotknie myszki).
- W Marientidenkapelle znajdują się pozostałości wspaniałego ołtarza antwerpskiego (1518), podarowanego kościołowi w 1522 przez kupca Johanna Bonego. Ołtarz ten to tryptyk pokazujący Żywot Marii w 26 malowanych i rzeźbionych scenach. Scena główna przedstawia śmierć Marii. W okresie postu obejrzeć można drugą serię malowideł ołtarzowych, przedstawiających sceny z życia Marii i Jezusa. W Wielki Tydzień, kiedy ołtarz pozostaje zamknięty, widać scenę zwiastowania.
- Rzeźba drewniana Św. Jana autorstwa Henninga von der Heyde (ok. 1505)
- Rzeźba kamienna Św.Antoniego (ok. 1480)
- W Kaplicy Burmistrzów zachowały się częściowo oryginalne gotyckie stalle
- W północnej części ambitu znajduje się jedno z głównych dzieł nazareńczyka Johanna Friedricha Overbecka Opłakiwanie Chrystusa

### Epitafia

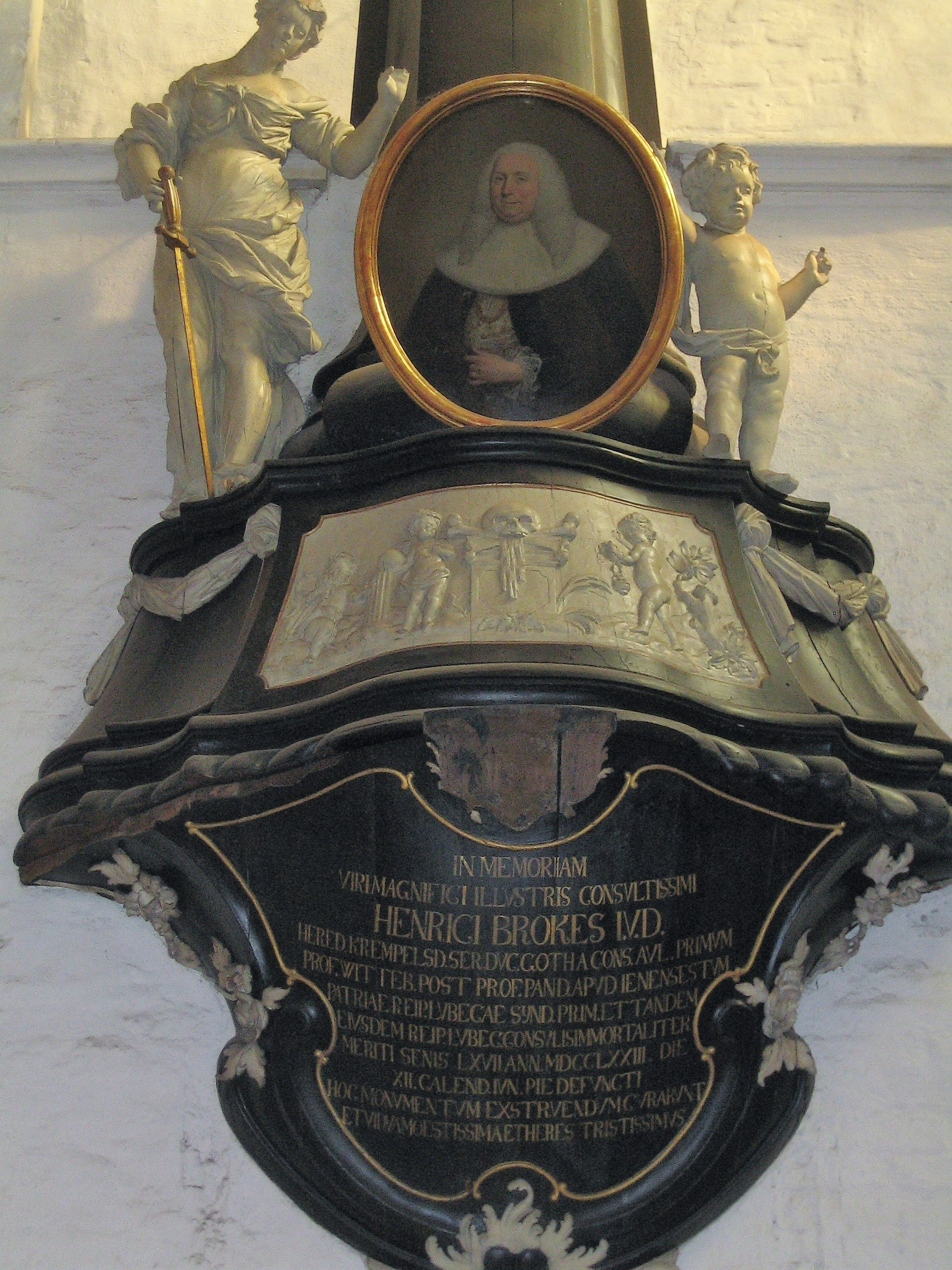
Epitafium burmistrza Heinricha Brockes II (†1773)

W okresie renesansu i baroku kościół zapełnił się tak wielką ilością epitafiów, że można było mówić o powstaniu panteonu lubeckich patrycjuszy.
Epitafia w nawie głównej musiały być sporządzane z drewna, by nie zakłócić statyki budynku, natomiast te w nawach bocznych mogły być nawet z marmuru. Wszystkie 84 drewniane epitafia uległy spaleniu w 1942, zachowało się jedynie 17 epitafiów kamiennych w nawach bocznych, w części mocno zniszczonych. Jednym z najwspanialszych epitafiów jest płyta ku czci radcy Johanna Füchtinga (zm. 1637) wykonana w stylu przejściowym pomiędzy późnym renesansem a wczesnym barokiem przez amsterdamskiego artystę Arisa Claeszona.

### Ołtarz Fredenhagena
Najwspanialsze dzieło z okresu baroku- ufundowany przez kupca Thomasa Fredenhagena ołtarz główny (1697), wykonany z marmuru i porfiru przez antwerpskiego rzeźbiarza Thomasa Quellinusa, został na tyle poważnie zniszczony w 1942, że podjęto decyzję o zastąpieniu go prostym ołtarzem z wapienia i brązowym krucyfiksem autorstwa Gerharda Marcksa. Ołtarza nigdy nie odrestaurowano. Jego poszczególne części wystawione są w ambicie: ukrzyżowanie z Marią i Janem; marmurowa predella z reliefem przedstawiający; ostatnia wieczerza oraz trzy ukoronowane figury-alegorie wiary, nadziei i zmartwychwstałego Chrystusa. Dyskusje nad ewentualną rekonstrukcją ołtarza wciąż trwają.

### Witraże

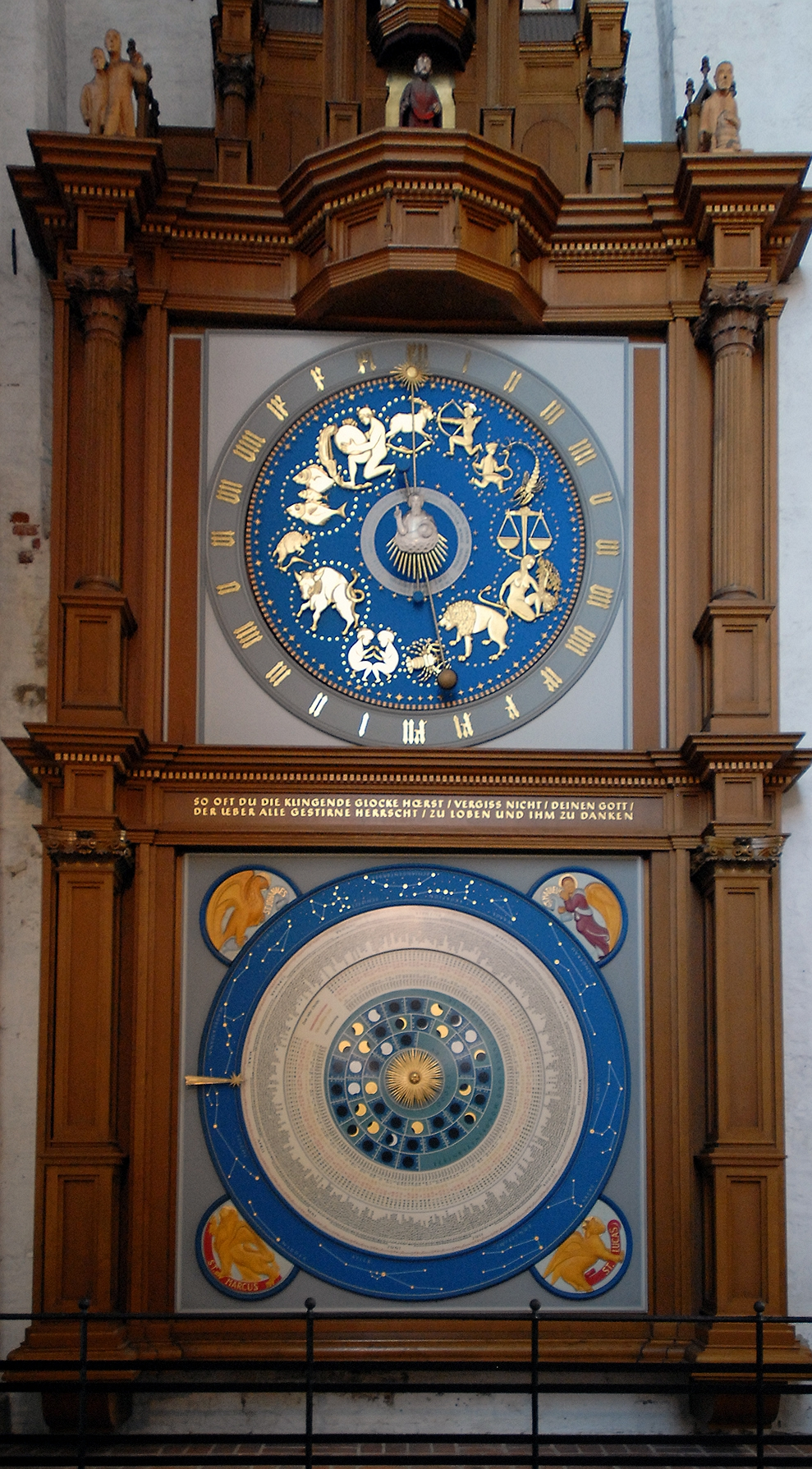
Zegar astronomiczny

Wszystkie okna, a wraz z nimi wszystkie witraże zostały zniszczone w 1942. Ten los spotkał również okna uratowane w XIX w. z wyburzanego wtedy kościoła Burgkloster, a zainstalowane później w Kościele Mariackim przez Carla Juliusa Milde. W trakcie odbudowy wstawiono proste okna rautowe ze szkła ołowiowego, niezbyt dekoracyjne, pokazujące zazwyczaj herb fundatorów. Niektóre z okien mają jednak bardziej artystyczny charakter:
- Okna w Marientidenkapelle zawierają obok herbów miast hanzeatyckich Bremy, Hamburga i Lubeki, tekst kantaty lubeckiej Dietricha Buxtehude: Schwinget euch himmelan (BuxWV 96)[a].
- Monumentalne okno zachodnie przedstawia dzień sądu ostatecznego autorstwa Hansa Gottfrieda von Stockhausena (1962).
- W oknie kaplicy wieży południowej, gdzie leżą zniszczone dzwony, okna przedstawiają herby miast, Landów, pruskich prowincji oraz osad historycznych na dawnych terenach Niemiec wschodnich.
- Obydwa okna w Totentanzkapelle, powstałe w lubeckich zakładach szklarskich Berkentien, zaprojektował Alfred Mahlau wzorując się na motywach i postaciach ze zniszczonego w 1942 obrazu Taniec Śmierci Bernta Notkego.
- Okna w Briefkapelle zaprojektował w latach 80. prof. Johannes Schreiter. Ich jakby porysowana powierzchnia symbolizuje podartą sieć młodego Jezusa (Łukasz 5.6), i przypomina o niedawnym zniszczeniu kościoła.
- W grudniu 2002 Totentanzkapelle otrzymała nowe okno autorstwa Markusa Lüpertza.

### Zegar astronomiczny
Oryginalny zegar astronomiczny (zbudowany w latach 1561-1566) został całkowicie zniszczony w 1942. Zachował się jedynie cyferblat, który w czasie wcześniejszych prac restauracyjnych został przeniesiony do klasztoru św. Anny.
Nowy zegar astronomiczny autorstwa lubeckiego zegarmistrza Paula Behrensa (1960-1967) stoi w Totentanzkapelle. Jego fasada jest wierną kopią XVI-wiecznego oryginału. Skomplikowany mechanizm porusza tarczami kalendarza i planet, które pokazują dzień, miesiąc, fazy słońca i kiężyca, znaki zodiaku (astronomiczne, nie astrologiczne), datę Wielkanocy oraz tzw. złotą liczbę danego roku (tj. kolejny numer roku w 19-letnim cyklu lunarnym) (łac. numerus aureus). O 12.00 w południe rozbrzmiewają kuranty.

### Dzwony
Pierwotnie dzwony wisiały na wysokości 60 m. w południowej wieży, w 1942 podobnie jak cały kościół uległy zniszczeniom. W przyziemiach wieży leżą resztki dwóch dzwonów, najstarszego z 1508, der Sonntagsglocke (2000 kg, średnica 1710 mm, dźwięk a0) oraz Pulsglocke z 1668 (7134 kg, średnica 2170 mm, dźwięk fis0), służą obecnie jako pomnik tragedii wojny. Podczas odbudowy kościoła na miejscu starych dzwonów zawieszono carillon.
Wewnątrz północnej wieży zawieszono po wojnie siedem dzwonów. Trzy XVIII-wieczne dzwony zawieszono wtórnie, są to Gratia Dei, Osanna oraz Dominicalis, odlane zostały dla gdańskich kościołów NMP i Św. Jana, zarekwirowane przez hitlerowców na cele zbrojeniowe, przywiezione ze wojskowej składnicy dzwonów przeznaczonych na przetopienie która znajdowała się w porcie w Hamburgu.
Nowy dzwon Pulsglocke ufundował w 1951 kanclerz RFN, Konrad Adenauer z okazji 700-lecia istnienia lubeckiej fary. Pozostałe trzy dzwony odlano w 1985 r.
| Nr | Nazwa                        | Ludwisarz, miejsce odlania                   | Data odlania | Ciężar (kg) | Średnica (mm) | Dźwięk (16tel) | Pochodzenie                |
| 1  | Pulsglocke                   | Friedrich Wilhelm Schilling, Heidelberg      | 1951         | 5817        | 2100          | ges0 +8        |                            |
| 2  | Bet- und Sonntagsglocke      | Gebr. Bachert, Bad Friedrichshall-Kochendorf | 1985         | 4668        | 1930          | as0 +10        |                            |
| 3  | Abendglocke (Friedensglocke) | Gebr. Bachert, Bad Friedrichshall-Kochendorf | 1985         | 2994        | 1710          | b0 +9          |                            |
| 4  | Gratia Dei                   | Johann Gottfried Anthonÿ, Gdańsk             | 1740         | 2400        | 1650          | c1 +5          | Kościół Św. Jana w Gdańsku |
| 5  | Osanna                       | Benjamin Wittwerck, Gdańsk                   | 1719         | 1740        | 1440          | d1 +6          | Kościół Mariacki w Gdańsku |
| 6  | Versöhnungsglocke            | Gebr. Bachert, Bad Friedrichshall-Kochendorf | 1985         | 1516        | 1320          | es1 +10        |                            |
| 7  | Dominicalis                  | Johann Gottfried Anthonÿ, Gdańsk             | 1735         | 850         | 1110          | f1 +11         | Kościół Św. Jana w Gdańsku |

### Carillon

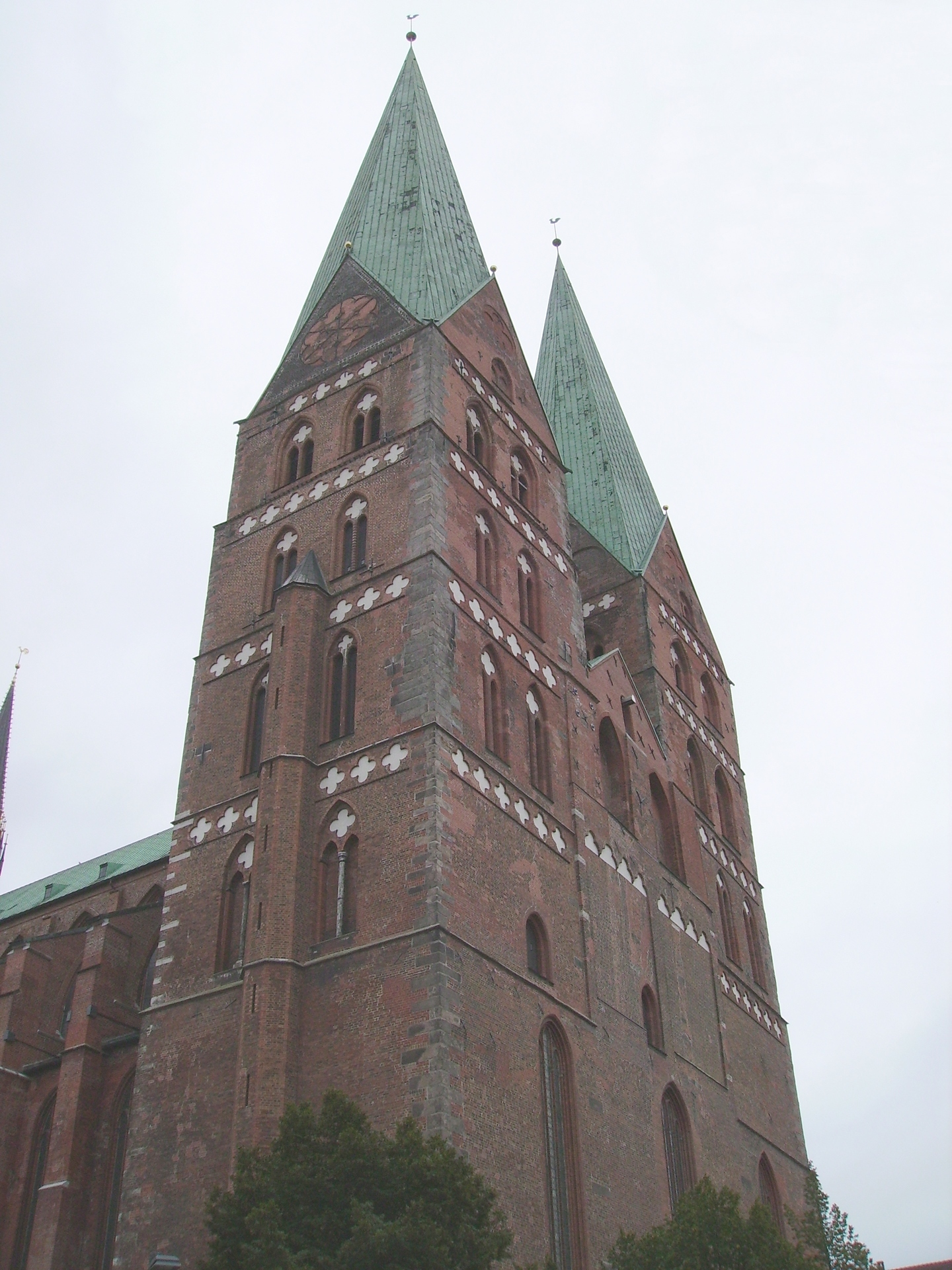
Fasada zachodnia kościoła

Składający się z 36 dzwonów carillon wygrywa automatycznie melodie co trzydzieści minut. Większość dzwonów carillonu (28) pochodzi z kościoła Św. Katarzyny w Gdańsku. Dzwony te wykonano dla gdańskiej świątyni po pożarze kościoła w 1905, w czasie II wojny światowej dzwony zdjęto na użytek zbrojeniowy. Gdańskie dzwony nie zostały jednak przetopione i zawieszono je ostatecznie na wieży lubeckiej fary, gdzie dodano jeszcze kilka kolejnych dzwonów. Od Wielkanocy do Bożego Narodzenia codziennie o godzinie 12-tej melodie są wygrywane ręcznie przez kościelnego organistę.

## Dziedziniec
Dziedziniec wyznaczony przez północną fasadę ratusza, budynek kancelarii oraz Marienwerkhaus ma typowo średniowieczny charakter. Po prawej stronie od wejścia do kościoła znajduje się wielki granitowy sześcian. Wedle legendy został on przyniesiony przez samego diabła.